# ريكاردو بوكالون
ريكاردو بوكالون (بالإيطالية: Riccardo Bocalon)‏ (3 مارس 1989 بالبندقية في إيطاليا - ) هو لاعب كرة قدم إيطالي في مركز الهجوم. لعب مع إنتر ميلان ونادي ألساندريا ونادي تريفيزو ونادي فينيزيا ونادي كاربي ونادي كريمونيسي ونادي فياريجو ونادي سودتيرول ونادي براتو وPortogruaro Calcio ASD ‏.

## وصلات خارجية
- ريكاردو بوكالون على موقع قاعدة بيانات كرة القدم.إي يو (الإنجليزية)
- ريكاردو بوكالون على موقع Soccerway.com (الإنجليزية)